# YO\KO+INA
Йонко Василев и Ина Василева, с творческо име YO\KO+INA, е българска група художници, авангардисти.

## Биография
Обектът и разнообразните техники заемат голяма роля в изкуство на YO\KO+INA. През 2021 година YO\KO+INA излагат първия си проект „Обекти и обективна живопис“ в галерия Credo Bonum, София.
Йонко Василев и Ина Василева живеят и работят в София до смъртта на Йонко Василев, починал на 12 юли 2023 г.

## Творчество
„Обекти и обективна живопис“ (Objects and objective painting) е първият проект на дуото за съвременно изкуство Йонко Василев и Ина Трифонова, които създават концептуалната платформа YO\KO+INA. През 2021 година те представят „Обекти и обективна живопис“ в галерия Credo Bonum Gallery, гр. София. YO\KO+INA създават атрактивна визуална среда, в който се откроява концепцията за изместване фокуса от живописта към обекта и добиването на нови материалности, структури, повърхности. В изложбата могат да се видят монументалните обекти за стена в неоново червено – „Neon Objects” series – Shark, „Neon Objects” series – Bull и „Neon objects” series – Elephant, както и едромащабни живописни творби, задвижващи се обекти с мотор, светещи обекти от плексиглас и други.
В проекта „YES” (ДА) 2022, Йонко Василев и Ина Трифонова YO\KO+INA, концептуализират изложбата си около думата „ДА“ отбелязвайки важен момент в своя живот, а именно свързването на двамата като партньори не само в изкуството, но и в живота. Повърхностите на всички обекти са с богат спектър от бляскави ефекти. Заглавията на обектите „Yes”, „Rabbit Hole Cake”, „Guns’n roses“, „The Queen“ и други подчертават подтемите, които се изследват в този проект. Важно място в галерийното пространство заема видеото „The interaction with the word “YES”, позиционирано на фронталната стена в галерия „DOZA”. Взаимодействието с думата „Да“ изразява състоянието и емоциите, през които преминават двамата артисти, произнасяйки я отчетливо и изчаквайки се един друг.
Проектът „Нова живопис на действието/Свързвайки капките 2023“ се явява като експериментално поле за тестване на идеи и техники в изкуството на Йонко Василев и Ина Трифонова. След като концептуализират технологията си за създаване на живописни изображения чрез свързване на капки от различни пигменти, Йонко и Ина създават своя методология за т.нар. „Нова живопис на действието“. Произвеждайки по-крупни петна върху повърхността на платното чрез т.нар. “dripping” или „капене“ и като използват самата капка като инструмент за рисуване, те създават монументална живописна маса върху изобразителното поле. Окрупняването на капките или тяхното свързване в многоцветно петно, всъщност, създава манипулирани от артистите абстрактно-експресивни форми, чиято цветност е едва ли не по определен дизайн, проектиран от тях. Тази „нова живопис на действието“ е изключително преднамерена и красотата ѝ е предварително планирана чрез самата технология за създаване на изображения.

## Самостоятелни изложби
- 2023 NEW ACTION PAINTING / CONNECTING DROPS by YO\KO+INA – INTRO Gallery, София[16]
- 2022 YES by YO\KO+INA – DOZA Gallery, София[17]
- 2021 „Objests & Objective Painting", by YO\KO+INA – Credo Bonum Gallery, София[18][19]

## Групови изложби
- 2023 „Археология на щастието“ - ИЦ „Мелницата“, Балчик[20]
- 2023 „ТУХЛАТА /2023“, YO\KO+INA – Културен Център ReBonkers, Варна[21]
- 2022 „MOST“, YO\KO+INA - Vivacom Art Hall Gallery, Sofia, Bulgaria[22]
- 2020 „A Little Of This, A Little Of That“, YO\KO+INA, ART4 Gallery, Dubai
- 2020 „Art Around Us“, Foundation of art and culture, Bhopal, Индия[23]
- 2020 „Поетика на пространството“, YO\KO+INA – Арт център Банкя[24][25][26]

## Биеналета и фестивали
- 2023 Фестивал за съвременно изкуство „Процес – Пространство“ - ИЦ „Мелницата“, YO\KO+INA, Балчик[27]